# 甲斐大島站
甲斐大島站（日语：／ Kai-ōshima eki */?）是位於山梨縣南巨摩郡身延町大島，東海旅客鐵道（JR東海）的身延線車站。

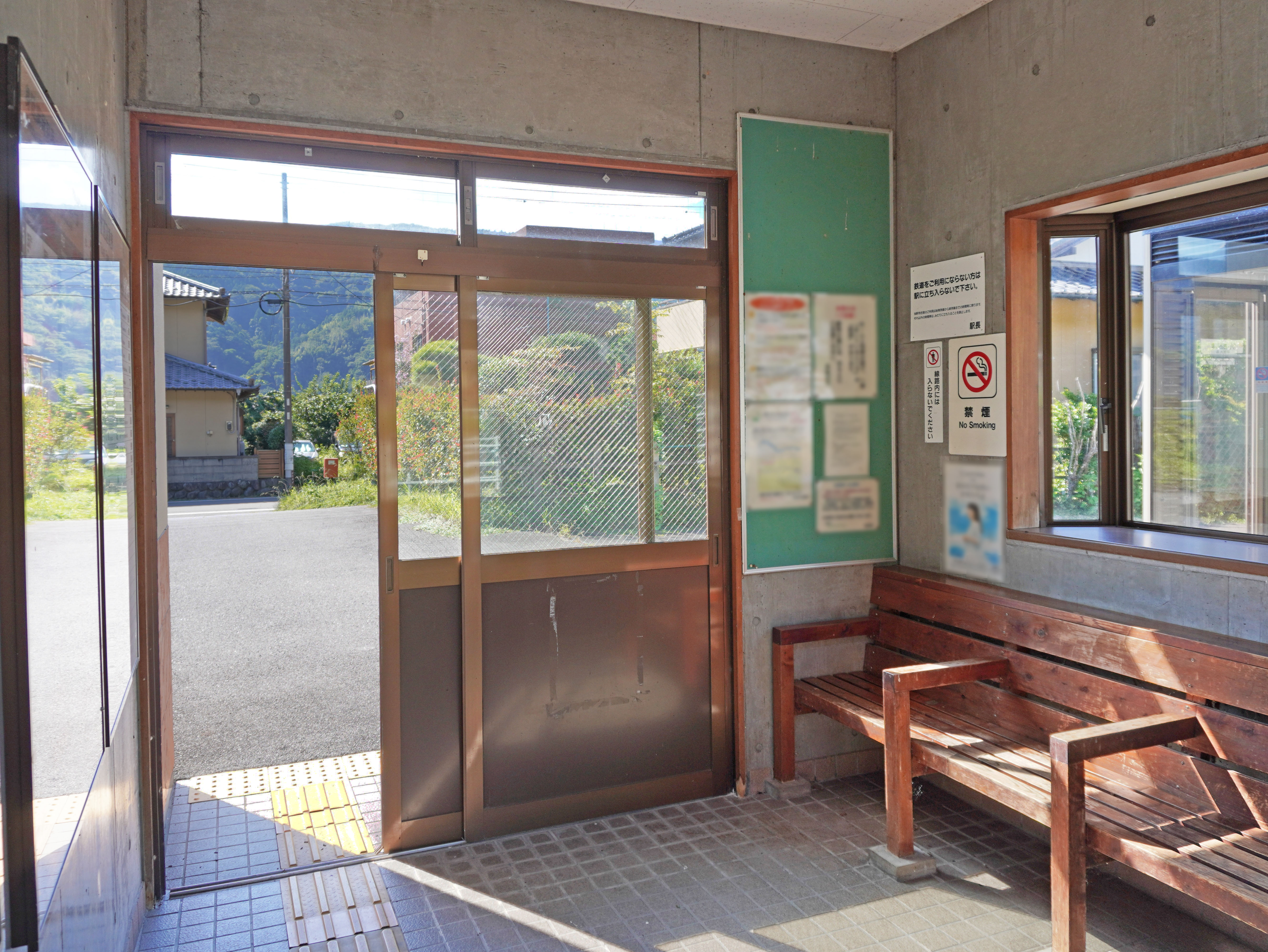
候車室内(2022年9月)

## 歷史
- 1919年（大正8年）4月8日：富士身延鐵道線南部內船站至此站之間開通，此終點站啟用[1]。為旅客和貨物車站。
- 1920年（大正9年）5月18日：富士身延鐵道線此站至身延站開通[1]。
- 1938年（昭和13年）10月1日：富士身延鐵道借給鐵道省使用，成為身延線[1]。
- 1941年（昭和16年）5月1日：富士身延鐵道正式國有化[1]。
- 1978年（昭和53年）4月1日：結束貨物起卸業務。
- 1987年（昭和62年）4月1日：伴隨國鐵分割民營化，車站由東海旅客鐵道（JR東海）營運[1]。
- 2000年（平成12年）2月：翻新第二代車站大樓。

## 車站構造

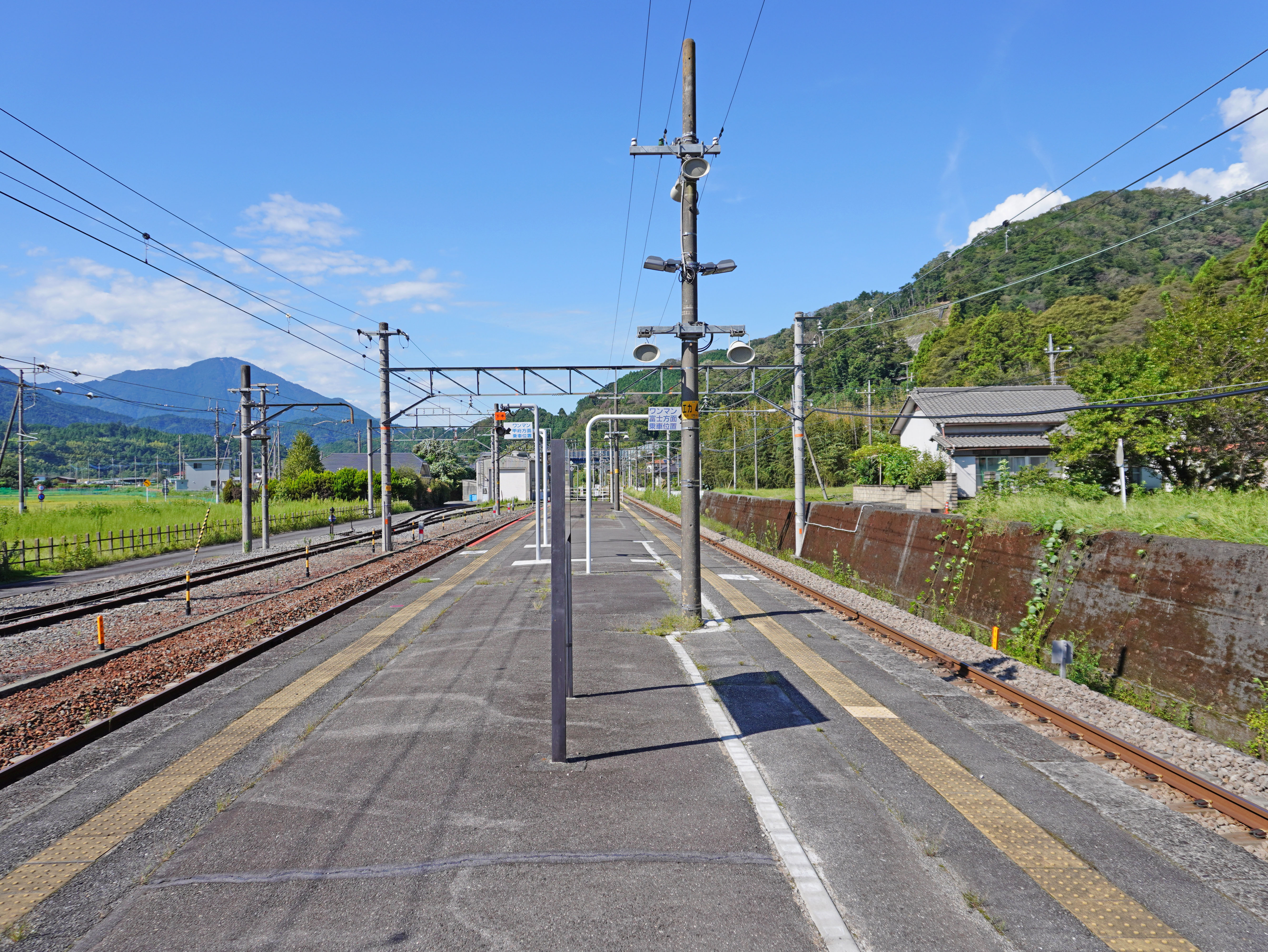
月台(2022年9月)

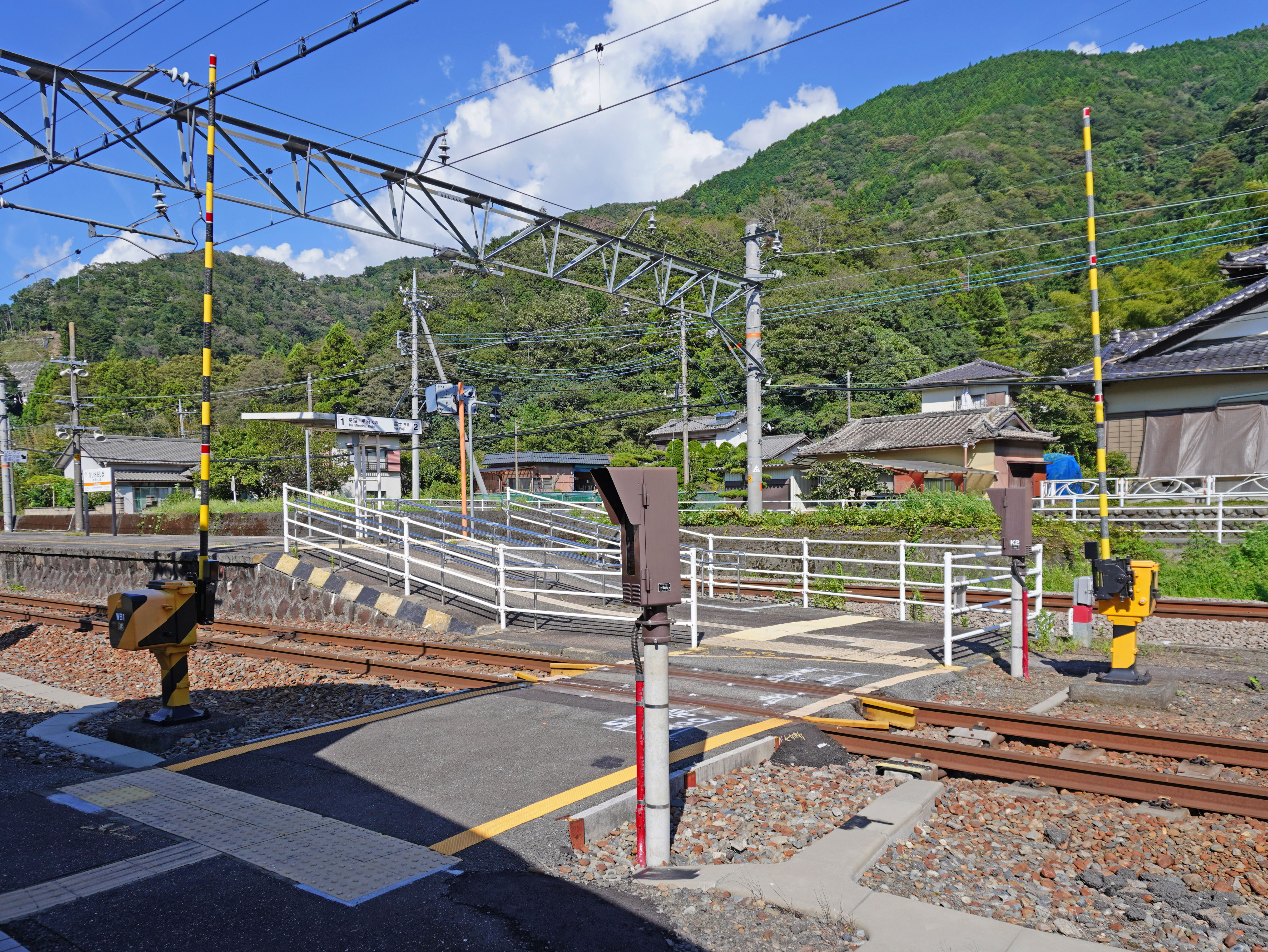
平交道(2022年9月)

本站是地面車站，設有1面2線的島式月台。此站是由身延站管理的無人車站，站内無自動售票機，不可購買車票。此站設有2條側線。側線只可連接身延一方的本線，在側線內設有車庫。站房位於車站西邊。車站一方為1號月台（甲府方向），對面為2號月台（富士方向）。
月台靠近內船一方設有站內平交道（遮斷機、警報機）連接站房。第1代車站為木造站房，在2000年（平成12年）2月重建成現今的第2代站房。現時大樓內設有候車室和業務用倉庫。在月台上設有木造候車室。

### 月台
| 月台 | 路線   | 上下行 | 方向           |
| ---- | ------ | ------ | -------------- |
| 1    | 身延線 | 下行   | 身延、甲府方向 |
| 2    | 身延線 | 上行   | 富士方向       |

## 使用狀況
以下為近年1日乘車人次列表：
| 乘車人次變化 | 乘車人次變化     | 乘車人次變化 |
| 年度         | 1日平均 乘車人次 |              |
| ------------ | ---------------- | ------------ |
| 2006         | 16               |              |
| 2007         | 12               |              |
| 2008         | 8                |              |
| 2009         | 9                |              |
| 2010         | 8                |              |
| 2011         | 7                |              |
| 2012         | 8                |              |
| 2013         | 7                |              |
| 2014         | 5                |              |
| 2015         | 5                |              |
| 2016         | 4                |              |
| 2017         | 5                |              |

## 車站周邊
站前設有與身延線並行的富士川和縣道10号。
車站附近農田。在縣道上設有村落。於富士川對面岸設有身延町光子澤地區。該處設有國道52號和縣道813號。由於附近沒有橋樑跨越富士川，因此此站不方便前往對面岸。

## 相鄰車站
東海旅客鐵道（JR東海）
 身延線
內船－甲斐大島－身延

## 注腳
1. 1 2 3 4 5 6  曾根悟（日语：曽根悟）（監修）. 朝日新聞出版分冊百科編集部（編集） , 编. . 週刊 歴史でめぐる鉄道全路線 国鉄・JR (朝日新聞出版). 2009-07-26, (3): 22–23 （日语）.
2. 1 2  用車站時間表的方向資訊。詳情參見JR東海官方網站的各站時間表 （页面存档备份，存于）（截至2015年1月）。
3. ↑  「山梨縣統計年鑑」

## 外部連結
- 國土地理院地圖參閲服務 （页面存档备份，存于） - 甲斐大島站周邊的1/25000地形圖 （页面存档备份，存于）（日語）